# Constantin Deval
Constantin Deval est un jeune de langues et un drogman français, né le 21 juillet 1767 à Péra et mort le 10 juillet 1816. Il était le fils du drogman de France Alexandre Deval et de Catherine Mille. Il est le père du célèbre ophtalmologue français Charles Deval (1806-1862).
Il fut jeune de langues au lycée Louis-le-Grand de 1776 à 1779.
Il fut successivement en Poste à Salonique en 1783, puis à Alep et enfin à Constantinople. Après la mort du roi Louis XVI, il passa au service de l'Espagne. En 1814, il revient au service de l'ambassade de France comme secrétaire interprète. 

## Source
- Marie de Testa & Antoine Gautier,"Drogmans et diplomates européens auprès de la Porte ottomane", éditions ISIS, Istanbul, 2003, p. 162.